# Amerikai nindzsa 2. – A leszámolás
Az Amerikai nindzsa 2. – A leszámolás vagy Amerikai nindzsa 2. – A végső összecsapás (eredeti cím: American Ninja 2: The Confrontation) 1987-ben bemutatott akciófilm Sam Firstenberg rendezésében. A főszerepben Michael Dudikoff, Steve James, Jeff Weston, Gary Conway, Michelle Botes és Larr Poindexter láthatók. A filmben két amerikai katonának (Dudikoff és James) kell kideríteniük, miért hiányoznak tengerészgyalogosok az Amerikai Nagykövetségtől. A katonák felfedezik, hogy Az Oroszlán (Gary Conway) rabolta el a gyalogosokat, átmosta az agyukat, aztán pedig egy hadseregbe sorozta be őket.

## Cselekmény
Joe Armstrong-ot és Curtis Jackson-t egy karibi szigetre küldik, hogy kiderítsék, mi az oka több tengerészgyalogos eltűnésének. Ebben az ügyben azonban különös dolgok várnak a két katonára: egy drogkereskedő, becenevén Az Oroszlán egy fogvatartott professzor segítségével a tengerészeket őrült harcosokká akarja átalakítani. A harcos lelkű nindzsák azonban mindenütt ott vannak, így ebben a könyörtelen programban is.

## Szereplők
| Színész          | Szerep                   | Magyar hang       | Magyar hang       |
| Színész          | Szerep                   | 1. szinkron       | 2. szinkron       |
| ---------------- | ------------------------ | ----------------- | ----------------- |
| Michael Dudikoff | Joe Armstrong            | Kautzky Armand    | Selmeczi Roland   |
| Steve James      | Curtis Jackson           | Gáti Oszkár       | Kálid Artúr       |
| Jeff Celentano   | Wild Bill                | Vass Gábor        | Rosta Sándor      |
| Larry Poindexter | Charlie McDonald         | Kerekes József    | Dózsa Zoltán      |
| Gary Conway      | Leo Burke, "Az Oroszlán" | Kovács István     | Barbinek Péter    |
| Michelle Botes   | Alica Sanborn            | Kiss Erika        | Kiss Erika        |
| Len Sparrowhawk  | Pet McCarthy             | Szabó Ottó        | Versényi László   |
| Jonathan Pienaar | Taylor                   | Schnell Ádám      | Galambos Péter    |
| Bill Curry       | Singh felügyelő          | Dobránszky Zoltán | Dobránszky Zoltán |
| Elmo Fillis      | Toto                     | Minárovits Péter  | Előd Álmos        |
| Ralph Draper     | Sanborne professzor      | Móni Ottó         | Horkai János      |

## Gyártás
A film forgatása 1986. október 27-én kezdődött Dél-Afrikában. A gyártás folyamán a film még az American Ninja 2. címet viselte. A forgatás több városban is zajlott; Johannesburg-ban, Fokvárosban és Mauritius-ban is.

## Bemutató
A filmet 1987. május 1-én mutatták be a Cannon Releasing Corporation forgalmazásában. A film majdnem két millió dolláros bevételt szerzett vetítése első tíz napján.

## Fogadtatás
Johanna Steinmetz (The Chicago Tribune) kritikájában megjegyezte, a film "szégyentelenül ellopta" a Dr. No és a Csillagok háborúja ötleteit, például amikor "Joe-nak hasonló módon jutnak eszébe Shinyjuki tanácsai, mint hogy Luke Skywalker beszél Obi-Wan Kenobi-val". Sam Firstenberg az akciójelenetek kivitelezése miatt kapott dicséretet. "Különös figyelmet fektetett a harc-jelenetek felvételébe és megvágásába", jegyezte meg Steinmetz.